# Hybridekameel

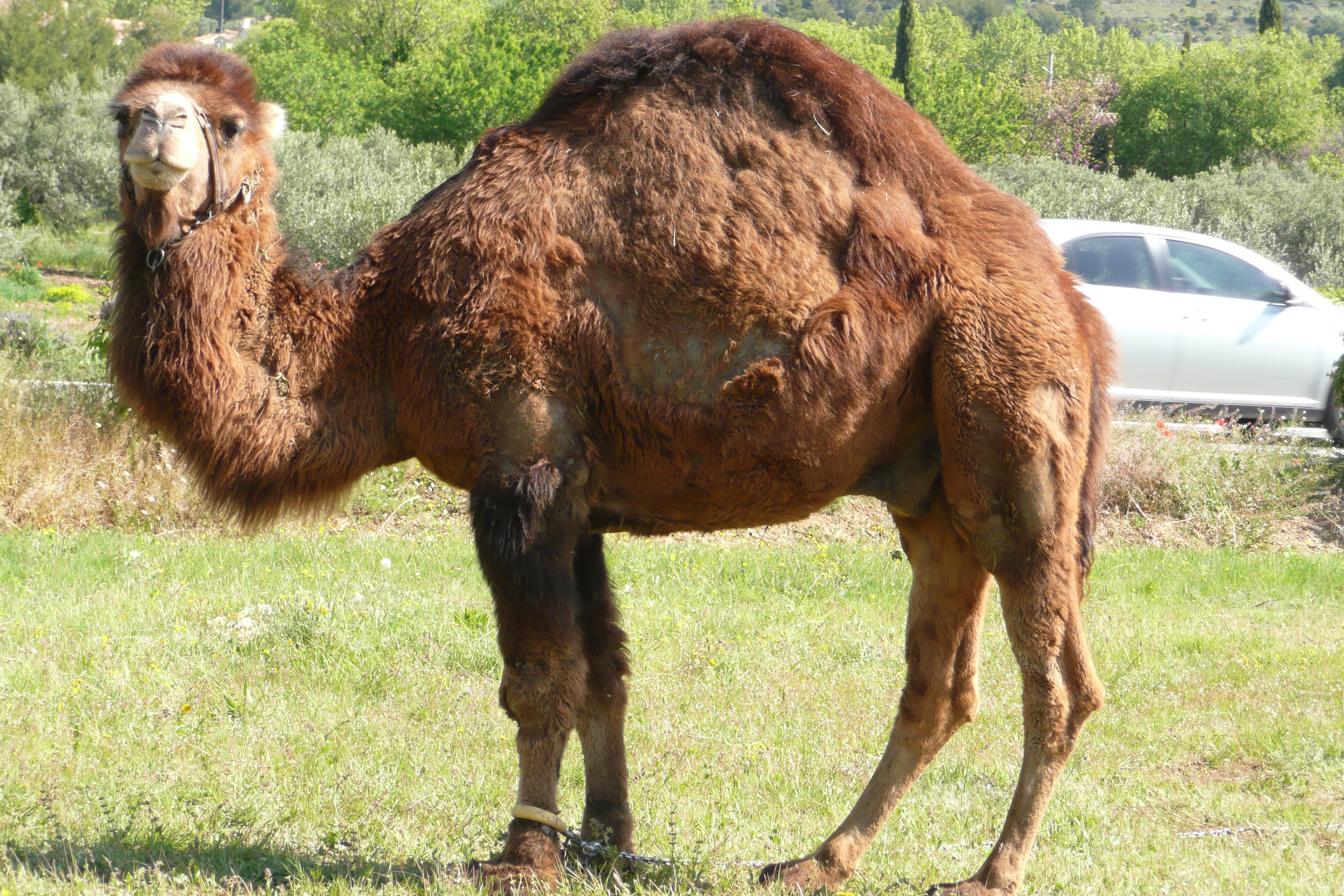
Hybridekameel

Een hybridekameel, tulus of bukht is een kruising van een eenbultige dromedaris met een tweebultige kameel, die gefokt werd om makkelijker over de zijderoutes te kunnen reizen en op deze manier bijdroeg tot de bevordering van de Euraziatische uitwisseling.
De twee voornaamste obstakels voor reizigers op de Zijderoute waren de droogte en de lange afstanden die men moest afleggen. Hoewel een bactrische kameel (ook wel gewoon kameel genoemd) goed kon overleven in de droogte dankzij zijn twee bulten, was hij niet geschikt voor lange afstanden. De Arabische kameel of dromedaris daarentegen was beter geschikt voor lange afstanden maar had slechts één bult en kon dus niet zo goed tegen de droogte. Door ze te kruisen kreeg men dieren met een sterk uithoudingsvermogen, door hun lange wollige nek bestand tegen de kou, melk gaven en één grote bult hadden in plaats van twee of één kleinere bult.
De hybridekameel is echter langzaam aan het verdwijnen doordat met de ondergang van de Zijderoute de fok van deze soort niet meer rendabel was. Ze kunnen teruggevonden worden in Kazachstan.

## Referentie
- R.W. Bulliet - P.K. Crossley - D.R. Headrick - e.a., The Earth and Its Peoples. A Global History, Boston - New York, 2005, p. 212.